# Onihime VS
Onihime VS (鬼姫VS Quỷ cơ VS) là một loạt manga viết bởi Rim Dal Yeong (임달영 林达永 Lâm Đạt Vĩnh) và minh họa bởi I Su Hyeon (이수현 李秀顯 Lý Tú Hiển). Tác phẩm được đăng lần đầu tiên trên tạp chí dành cho nam giới Comic Valkyrie của hãng Kill Time Communication vào ngày 29 tháng 10 năm 2007.
Câu chuyện nói về một học sinh trung học Nhật Bản chấp nhận bán quả tim của mình cho quỷ với giá 10 triệu yên Nhật, và cậu sẽ được sống thêm 1 năm nữa trước khi trái tim của cậu bị ăn thịt.

## Cốt truyện
Kashiwagi Setsuna là một học sinh có thể trạng yếu đuối và thường xuyên bị bạn bè bắt nạt. Thêm nữa cậu bị bệnh tim và người chị của Setsuna đã phải vay mượn một số tiền lớn từ bọn cho vay nặng lãi để trả tiền thuốc men cho cậu. Cảm thấy thất vọng về chính mình, Setsuna quyết định nhảy xuống sông tự tử để khỏi làm liên lụy gia đình. Tuy nhiên trước khi cậu thực hiện việc đó, một người đàn ông lạ mặt xuất hiện và đặt mua mạng sống của cậu với giá 10 triệu yên, và Setsuna sẽ được sống thêm 1 năm nữa trước khi ông ta tước đoạt mạng sống của cậu. Mặc dù ban đầu tỏ vẻ nghi ngờ, nhưng sau đó Setsuna chấp nhận hy sinh để giúp đỡ gia đình khỏi cơn túng quẫn. Sáng hôm sau, Setsuna thức dậy, cậu cứ nghĩ rằng việc của đêm qua chỉ là giấc mơ cho đến khi nhìn thấy hai người phụ nữ lạ mặt trong phòng mình. Họ là hai chị em Shirayuki Kanna và Shirayuki Renna, công chúa của xứ Quỷ và cũng là kẻ mua mạng sống của cậu với giá 1 triệu yên. Nhiệm vụ của Kanna và Rena là bảo vệ sự an toàn cho Setsuna trong vòng một năm, và sau đó người nào được Setsuna triệu tập nhiều lần nhất (để cứu nguy cho cậu) cũng sẽ là người ăn thịt trái tim của Setsuna.

## Các nhân vật chính

### Con người
- Kashiwagi Setsuna (柏木 セツナ?)

Nhân vật nam chính của truyện, Setsuna là một học sinh trung học yếu đuối và bệnh tật, cậu được người chị ruột nuôi dưỡng khi cha mẹ họ qua đời. Cậu vốn bị bệnh tim bẩm sinh và tính cách yếu đuối đã khiến Setsuna luôn luôn bị mọi người bắt nạt từ nhỏ đến lớn. Đồng thời gia cảnh của hai chị em luôn túng thiếu, người chị của Setsuna phải luôn chạy vạy khắp nơi để vay tiền chữa bệnh cho em mình. Sau khi chứng kiến cảnh người chị ruột của mình bị bọn cho vay nặng lãi hăm dọa, thúc ép, Setsuna tự cảm thấy mình là gánh nặng cho gia đình và cậu quyết định quyên sinh. Tuy nhiên, ngay trước lúc cậu nhảy sông tự sát, Setsuna gặp một "người môi giới" lạ mặt, ông ta muốn mua mạng sống của Setsuna với giá 10 triệu yên, và sau 1 năm người môi giới sẽ tước đoạt mạng sống của Setsuna. Sau một lúc lưỡng lự, Setsuna đồng ý và uống một bình thuốc "Banrikō" làm bằng chứng cho hợp đồng của họ. Sáng hôm sau, Setsuna thức dậy và cậu ngỡ rằng chuyện xảy ra đêm qua chỉ là một giấc mơ cho đến khi cậu thấy hai người phụ nữ lạ mặt trong phòng của mình. Họ là hai chị em Shirayuki Kanna và Shirayuki Rena, công chúa của xứ Quỷ và cũng là những người đã đặt mua trái tim của Setsuna với giá 10 triệu yên Nhật. Sau đó, Setsuna được biết là khi cậu uống lọ thuốc "Banrikō", trái tim của cậu đã mang một sức mạnh đặc biệt: nó đã trở nên mạnh hơn và vì thế bệnh tim của Setsuna đã khỏi hẳn, đồng thời những ai ăn quả tim của Setsuna sẽ có được yêu lực khủng khiếp. Yêu lực của trái tim Setsuna cũng sẽ thu hút những yêu quái đang thèm khát sức mạnh vô địch. Chính vì vậy Kanna và Rena có nhiệm vụ bảo vệ Setsuna trong vòng một năm trước khi một trong hai người ăn thịt cậu. Cụ thể là, những lúc Setsuna gặp nguy cấp, cậu có thể triệu tập Rena hoặc/và Kanna đến giải nguy cho cậu, sau một năm ai được Setsuna triệu tập nhiều lần nhất sẽ được phép ăn thịt trái tim của Setsuna và trở thành nữ vương của xứ quỷ.
Như đã đề cập, Setsuna là một cậu học trò yếu đuối, nhút nhát: thậm chí những đưa trẻ nhỏ cũng có thể dễ dàng bắt nạt Setsuna. Tuy nhiên, Hina - em họ của Kanna và Rena đã nhận xét rằng Setsuna có một trái tim mạnh mẽ, cậu không nỡ xuống tay với những đứa trẻ nhỏ yếu đuối và vì vậy cậu thà để bị chúng bắt nạt. Chính Setsuna đã cầu khẩn Hina đừng tiết lộ việc cậu sẽ bị Kanna và Rena ăn thịt cho bất cứ ai vì cậu không muốn để mọi người lo lắng, buồn phiền vì chuyện này. Đồng thời Setsuna còn có khả năng triệu tập cả hai chị em Rena và Kanna cùng một lúc - chỉ những người có trái tim thật mạnh mẽ mới có khả năng làm như thế, điều này đã khiến Kanna, Rena và Hina bất ngờ. Và, khi những người thân của Setsuna lâm vào tình huống nguy hiểm, Setsuna không ngần ngại hy sinh tính mạng để cứu giúp họ, giống như trường hợp cậu đã liều mình đoạt lấy cây thuốc chữa bệnh cho Kanna (chương 11).
- Kashiwagi Mirei (柏木 ミレイ?)

Người chị gái của Setsuna. Mirei là người đã chăm sóc cho Setsuna khi cha mẹ hai người qua đời. Theo lời của Setsuna, Mirei đã hy sinh tất cả từ thời gian, tiền bạc, sức khỏe, tuổi xuân,... của mình để chăm lo cho Setsuna và để chạy vạy tiền chữa bệnh cho cậu. Thậm chí Mieri đã chấp nhận vay tiền của những người cho vay nặng lãi để lo thuốc thang cho em trai. Khi trông thấy Kanna và Rena, Mirei đã rất vui mừng vì cô cho rằng Setsuna cuối cùng đã có hai người bạn mới, cô hoàn toàn không hề biết việc Setsuna sẽ bị họ ăn thịt sau đó 1 năm.
- Arima Shōko (有馬 翔子 Hữu Mã Tường Tử?)

Người bạn nữ học cùng lớp với Setsuna. Cô ta - cùng với hai người bạn gái Satō và Mirozawa - thường xuyên ăn hiếp, bắt nạt Setsuna bằng những biện pháp rất bẩn thỉu. Đồng thời Shōko luôn nhấn mạnh rằng Setsuna là một "nô lệ" của mình. Tuy nhiên, thực chất Shōko đã thầm thương Setsuna (cô đã tự thú nhận điều này - một cách khó khăn). Và trong suốt bộ truyện Shōko luôn tìm mọi cách để chiếm lấy tình cảm của Setsuna, ví dụ như ở đầu truyện Shōko dùng vũ lực đòi Setsuna quan hệ tình dục với mình, và một lần khác cô dự định cho Setsuna uống "thuốc yêu" để cậu ta yêu mình; tuy nhiên tất cả mọi cố gắng của Shōko đều thất bại. Về sau, ta được biết là Shōko là con gái trong một gia đình giàu có nhưng cô sống một mình trong một căn hộ do tự cô bỏ tiền mua lấy, với lý do là cô không thích sống với cha mẹ mình. Về sau, Shirayuki Hina buộc phải trở thành "người hầu" của Shōko và sống chung nhà với "chủ nhân" mình, lý do là Shōko đã phá vỡ quả cầu phép thuật của Hina và dùng máu của mình bảo vệ mạng sống cho Hina.

### Yêu quái
- Người môi giới

Ông ta là một người đàn ông bí ẩn, mặc một bộ complê, đội mũ cao va và đeo kính một tròng. Nhiệm cụ của ông ta là tìm kiếm những người đang có ý định tự sát để mua lấy mạng sống của họ với giá cao. Để làm chứng cho hợp đồng mua bán, ông buộc người bán phải uống một thứ thuốc mang tên "Banrikō", thứ thuốc này sẽ ướp một nội quan trong cơ thể người bán và sau một năm cơ quan đó sẽ bị ăn thịt, người bán cũng sẽ chết. Đồng thời cơ quan này sẽ phát ra một luồng yêu khí mạnh hấp dẫn các yêu quái khác. Shirayuki Kanna nhận xét rằng người môi giới này ít khi thông báo kỹ lưỡng thông tin hợp đồng mua bán cho những người bán sinh mạng của mình.
- Shirayuki Kanna (白雪 カンナ?)

Còn được biết đến với danh hiệu Bạch cơ (白姫, Shirohime, có nghĩa là "Công chúa Trắng"). Kanna là người chị trong số hai chị em yêu quái sẽ ăn thịt quả tim của Setsuna. Kanna mang theo một cây gậy khổng lồ mang tên "Kim cương côn" (金剛棍) làm vũ khí. Trong số hai chị em, Kanna là yêu quái có nhiều sức mạnh cơ bắp và yêu lực dồi dào hơn cả, cô ta cũng rất thẳng tính, ngang tàng, kiêu ngạo và sẵn sàng dùng những biện pháp "thô thiển" để giải quyết vấn đề một cách trực tiếp, ví dụ như cô thường dùng sức mạnh để trấn áp đối thủ và bất chấp hậu quả. Kanna cũng thích chọc phá người khác. Tuy nhiên, trái với vẻ ngoài ngang bướng, Kanna rất quan tâm đến gia đình, người thân của mình, cô sẵn sàng vứt bỏ danh dự của mình để cứu họ, ví dụ như cô đã quỳ xuống cầu xin Shōko cứu mạng cho người em họ Hina. Kanna cũng là một người phụ nữ có thân hình rất "hấp dẫn", và cô lợi dụng triệt để ưu thế này để tranh giành tình cảm của Setsuna, thậm chí cô từng tuyên bố rằng "dùng vẻ đẹp cơ thể là hiệu quả nhất" (xem chương 1), trái ngược với triết lý của cô em Rena - "hai người phải hiểu nhau". Trong chương 1 của tác phẩm, Kanna dùng bùa phép để thuyết phục nhà trường bổ nhiệm cô làm giáo viên dạy lớp học của Setsuna, với mục đích nhằm "kiểm soát" cậu ta. Đồng thời, vì là một yêu quái nên Kanna ăn nhiều gấp 4 lần người thường, vì vậy cô đã xin một chân nữ phục vụ trong một quán bar để trang trải cho sinh hoạt phí của mình.
Sau đó, Kanna tình cờ uống nhầm phải lọ "thuốc yêu" của Hina, và do tác dụng phụ của nó Kanna bị mất trí nhớ và thay đổi tính tình, trở thành một người phụ nữ hiền lành, e thẹn và dịu dàng. Việc này buộc nhóm của Setsuna phải tìm đến một ngọn núi, lãnh địa của một yêu quái khỉ để đoạt lấy một cây thuốc chữa trị cho Kanna. Trong thời gian bị mất trí nhớ, sự tốt bụng và tấm lòng cao thượng của Setsuna, cộng với ảnh hưởng của lọ "thuốc yêu" đã khiến Kanna phải lòng Setsuna, và sau đó cô đã bày tỏ tình cảm của mình với Setsuna (chương 11). Setsuna và Hina cho rằng tình cảm này chỉ là ảnh hưởng tạm thời của lọ thuốc yêu, và khi Kanna hồi phục lại trí nhớ thì mọi thứ sẽ trở lại như cũ. Tuy nhiên ở cuối chương 11, khi Kanna (đã khôi phục lại trí nhớ) tình cờ bắt gặp ánh mắt của Setsuna, cô đã đỏ mặt và vội quay đi chỗ khác, điều này chứng tỏ là Kanna vẫn còn nhớ những ký ức và tình cảm của mình trong thời gian mất trí nhớ, và có thể Kanna thật sự đã có tình cảm với Setsuna.
- Shirayuki Rena (白雪 レナ?)

Còn được biết đến với danh hiệu Hắc cơ (黒姫, Kurohime, có nghĩa là "Công chúa Đen"). Rena là em gái của Kanna, cô không có sức mạnh cơ bắp như Kanna nhưng bù lại Rena rất nhanh nhẹn và giỏi "võ công". Cô mang bên mình hai cặp kiếm đen trắng, mang tên "Sinh vụ" (生霊) và "Tử vụ" (死霊), vì vậy cô có khả năng tiêu diệt một tên yêu quái đang chiếm hữu thể xác một con người mà không làm hại đến tính mệnh của họ. Đó là lý do tại sao trong một số trường hợp Setsuna triệu tập Rena chứ không phải Kanna. Trong truyện, Rena có vẻ như là một yêu quái câm, cô không giao tiếp bằng lời mà bằng cách dùng điệu bộ, hoặc viết chữ lên một tấm bảng, một quyển sổ (Kanna và Shōko nhiều lần đã châm chọc Rena về việc này). Tuy nhiên, vẻ ngoài nghiêm trang và kín đáo của Rena lại được nhiều người yêu mến. Giống như Kanna, Rena cũng xin làm một chân phục vụ nữ trong một quán ăn dành cho giới otaku, ở đây cô giành được nhiều tình cảm của những người khách trong quán và trở thành "ngôi sao" của quán ăn. Thông thường, Rena rất "ít nói" và ít bày tỏ tình cảm của mình, tuy nhiên đôi lúc Rena "nổi nóng" khi bị chọc tức hoặc khi chiến đấu bảo vệ Setsuna và những người khác, hoặc khi tranh giành Setsuna với người chị của mình. Và đôi khi Rena cũng bày trò chọc phá người khác, chủ yếu "mục tiêu" của cô là người chị Kanna: ví dụ như cô châm chọc rằng Kanna là một "kẻ vô dụng" (chương 2), hoặc khi Kanna mất trí nhớ thì cô nói xạo rằng mình là chị của Kanna, rồi sau đó cô còn dự định phục hồi trí nhớ cho Kanna bằng cách... dùng một cây gậy nện vào đầu của chị gái mình.
- Shirayuki Hina (白雪 ヒナ?)

Còn được biết đến với danh hiệu Xích cơ (赤姫, Akahime, có nghĩa là "Công chúa Đỏ"). Hina là em họ của Kanna, Rena. Hina mang hình dáng của một cô gái nhỏ bé, chưa dậy thì, và vì vậy cô bị Shōko châm chọc về vòng 1 "khiêm tốn" của mình. Trước đây cô thường bị Kanna và Rena bắt nạt, và giọt nước làm tràn ly chính là lúc Kanna và Rena chính thức tranh giành quả tim của Setsuna, điều này đã khiến kỳ thi tuyển Sage Test - một sự kiện mà Hina đã mất mười năm đèn sách để chuẩn bị - bị hoãn lại và bao công sức của Hina đành đem đổ sông đổ biển. Chính vì vậy, cô tìm cách liên minh với Arima Shōko để dụ Kanna, Rena vào bẫy và biến họ thành nô lệ hòng trả mối thù suốt bao nhiêu lâu nay. Tuy nhiên trong lúc sắp thành công, Hina đã nhỡ miệng nói rằng mình sẽ chiếm đoạt quả tim và mạng sống của Setsuna, điều này khiến Shōko hoảng sợ và cô ta đã đập vỡ quả cậu phép của Hina, vô hiệu hóa phép thuật của cô. Việc này đã khiến mạng sống của Hina bị đe dọa và thế là Kanna đã quỳ xuống cầu xin Shōko dùng máu của mình cứu lấy mạng sống của Hina, hành động này đã cứu Hina thoát chết và cũng hóa giải ân oán của Hina với hai người chị họ của mình. Tuy nhiên vì Shōko là người phá hủy quả cầu phép của Hina nên hệ quả là một dấu phong ấn xuất hiện trên trán của hai người cô nghiễm nhiên trở thành "chủ nhân" của Hina, và điều này dẫn đến mối quan hệ không mấy dễ chịu giữa hai người: Shōko với thói tiểu thư đỏng đảnh luôn sai vặt Hina như người hầu của mình, còn "cô hầu" Hina cũng bướng bỉnh không kém. Trong thời gian này Hina cũng đang nghiên cứu một phương thuốc nhằm hóa giải dấu phong ấn và thoát khỏi "xiềng xích nô lệ" do Shōko tròng lên người mình.
Tuy nhiên theo lời giải thích của Kanna, thì thật ra Hina là một yêu quái lương thiện, cô không có ý định ăn thịt quả tim của Setsuna, cô chỉ nói thế để thỏa cơn tức giận hai người chị của mình. Bản thân Hina cũng bày tỏ sự thán phục trước tấm lòng lương thiện và "trái tim mạnh mẽ" của Setsuna.
Vũ khí của Hina một tẩu thuốc dài mà cô hay mang bên mình, nhờ tẩu thuốc này Hina có thể triệu tập những yêu quái (hình dạng như những con thú bông khổng lồ) chiến đấu cho mình. Hina cũng là một học sinh cực kỳ xuất sắc trong trường yêu quái, cô có một kiến thức sâu rộng về các loại thảo dược và trong việc điều chế các loại thuốc. Cô cũng khá rành rẽ trong việc thi triển các bùa phép và ma thuật, và cô tỏ ra khá tự hào về tài năng của mình.

## Các tập truyện
Hiện đã có hai tập truyện được phát hành:
- Tập 1 ISBN 9784860326432 (phát hành ngày 30 tháng 9 năm 2008) [1]
- Tập 2 ISBN 9784860327521 (phát hành ngày 13 tháng 5 năm 2009) [2]